# Daichi Okumiya
Daichi Okumiya (屋宮 大地 Okumiya Daichi?), född 27 november 1988 i Kagoshima prefektur, är en japansk fotbollsspelare.
Okumiya började sin karriär 2011 i Honda Lock SC. Efter Honda Lock SC spelade han för FC Ryukyu och FC Amawari.